# Campionati europei juniores di scherma 2013
I Campionati europei juniores di scherma del 2013 (2013 European Juniors Fencing Championships) sono stati organizzati dalla Confederazione europea di scherma e si sono svolti a Budapest, in Ungheria, dal 3 al 7 marzo 2013.
Nel fioretto, si sono aggiudicati il titolo di campione europeo gli italiani Lorenzo Nista, che ha battuto in finale il ceco Alexander Choupenitch, e Camilla Mancini che ha avuto la meglio sulla russa Adelina Zagidullina.
Nella spada l'italiano Andrea Santarelli ha battuto in finale il connazionale Marco Fichera, mentre tra le donne la francese Auriane Mallo ha superato la rumena Amalia Tataran.
Nella sciabola il georgiano Sandro Bazadze ha prevalso sull'israeliano Kostiantyn Voronov, mentre l'algerina Saoussen Boudiaf ha battuto la magiara Anna Marton.
Nei campionati europei juniores a squadre maschili, la nazionale italiana ha prevalso nella finale del fioretto contro la Russia, mentre la nazionale italiana ha vinto nella spada contro la formazione russa, ed infine la nazionale italiana ha avuto la meglio sulla compagine tedesca nella sciabola.
Nei campionati europei juniores a squadre femminili, la nazionale italiana ha prevalso nella finale del fioretto contro la Russia, la Russia ha vinto nella spada contro la compagine estone, ed infine la formazione magiara ha avuto la meglio sulla nazionale francese nella sciabola.

## Podi

### Uomini
| Specialità  | Oro                                                                           | Argento                                                                     | Bronzo                                                                         |
| Individuali |                                                                               |                                                                             |                                                                                |
| Fioretto    | Lorenzo Nista                                                                 | Alexander Choupenitch                                                       | Edoardo Luperi Kirill Lichagin                                                 |
| Spada       | Andrea Santarelli                                                             | Marco Fichera                                                               | Yulen Pereira Nikolaus Bodoczi                                                 |
| Sciabola    | Sandro Bazadze                                                                | Kostiantyn Voronov                                                          | Francesco D'Armiento Kamill Ibragimov                                          |
| A squadre   |                                                                               |                                                                             |                                                                                |
| Fioretto    | Italia Piero Franco Edoardo Luperi Lorenzo Nista Francesco Ingargiola         | Russia Kirill Lichagin Nikita Nagaev Pavel Borontov Alexander Pivovarov     | Regno Unito Kristjan Archer Alex Tofalides Amol Rattan George Bailey           |
| Spada       | Italia Marco Fichera Gabriele Cimini Andrea Santarelli Simone Esposito        | Russia Sergej Naumov Sergey Bida Dmitriy Gusev Kirill Ivanov                | Germania Tim Kuchalski Anton Swiridow Moritz-Arnim Weitbrecht Nikolaus Bodoczi |
| Sciabola    | Italia Leonardo Affede Alessandro Riccardi Francesco D'Armiento Luca Curatoli | Germania Rouven Redwanz Robin Schroedter Richard Huebers Maximilian Kindler | Ungheria Martin Singer Mate Bancsics Bence Csaba Andras Szatmari               |

### Donne
| Specialità  | Oro                                                                       | Argento                                                                            | Bronzo                                                                            |
| Individuali |                                                                           |                                                                                    |                                                                                   |
| Fioretto    | Camilla Mancini                                                           | Adelina Zagidullina                                                                | Francesca Palumbo Martina Sinigalia                                               |
| Spada       | Auriane Mallo                                                             | Amalia Tataran                                                                     | Tatiana Gudkova Katrina Lehis                                                     |
| Sciabola    | Saoussen Boudiaf                                                          | Anna Marton                                                                        | Maria Ridel Kata Varhelyi                                                         |
| A squadre   |                                                                           |                                                                                    |                                                                                   |
| Fioretto    | Italia Camilla Mancini Martina Sinigalia Francesca Palumbo Erica Cipressa | Russia Viktoria Alexeeva Leyla Pirieva Adelina Zagidullina Kristina Samsonova      | Francia Jeromine Mpah-Njanga Flora Tran Pauline Ranvier Julie Mienville           |
| Spada       | Russia Violetta Khrapina Tatiana Gudkova Daniela Khrapina Yulia Lichagina | Estonia Anu Hark Katrina Lehis Veronika Zuikova Gaia Marianna Siim                 | Ucraina Kseniya Pantelyeyeva Nataly Bondarenko Vladlena Khavaldgie Yuliya Svystil |
| Sciabola    | Ungheria Kata Varhelyi Luca Laszlo Anna Marton Lena Kelecsenyi            | Francia Saoussen Boudiaf Mathilda Taharo Manon Apithy-Brunet Oceane Chery-Emmanuel | Russia Daria Antonova Ella Kanukova Tatiana Sukhova Maria Ridel                   |